# Le Grand Rendez-vous (film)
Pour les articles homonymes, voir Le Grand Rendez-vous.
Pour plus de détails, voir Fiche technique et Distribution.
Le Grand Rendez-vous est un film de guerre français réalisé par Jean Dréville, sorti en 1950.

## Synopsis
Alors qu'Alger est occupé par les Allemands en 1942, des résistants préparent le débarquement des américains.

## Fiche technique
- Titre : Le Grand Rendez-vous
- Réalisation : Jean Dréville, assisté de Ralph Habib
- Scénario : Jacques Rémy et Guy Calvet
- Adaptation : Jean Dréville et Jacques Rémy
- Dialogues: André Tabet
- Décors : Paul Bertrand
- Photographie : André Thomas
- Montage : Raymond Lamy
- Musique : Joseph Kosma
- Son : Lucien Legrand
- Lieu de tournage : Alger
- Pays de production :  France
- Format : Noir et blanc - 1,37:1 - 35 mm - Son mono
- Genre : Drame de guerre
- Durée : 105 minutes
- Date de sortie : 
  - France - 10 février 1950

## Distribution
- François Patrice : François
- Marc Valbel : De Riel
- René Blancard : Commissaire Basquet
- Jean Yonnel : Le baron Darvey
- Véra Norman : Colette
- Paula Dehelly : Cora
- Jean-Jacques Lécot : Lecointre
- Jacques Castelot : Forestier
- Pierre Asso : Père Saint-Michel
- Jean Morel : Dameret
- Jo Dest : von Stoffel
- Charles Fawcett	: L'ambassadeur
- Charles Jarrel : John
- Julien Maffre : Un soldat
- Olivier Mathot
- Raphaël Patorni : Solal
- René Sauvaire
- Max de Vaucorbeil	: Clark
- Georges Vitray : Le général Mast
- Rudy Lenoir : Petit rôle  (non crédité)